# Abraham Lincoln: Vampire Hunter
Abraham Lincoln: Vampire Hunter é um filme americano de ação e fantasia baseado no livro de mesmo nome. O filme foi dirigido e co-produzido por Timur Bekmambetov, junto com Tim Burton. O autor do livro, Seth Grahame-Smith, escreveu e adaptou o roteiro para o filme, que teve o ator Benjamin Walker no papel principal. O filme tem como foco o personagem real de Abraham Lincoln, o 16º Presidente dos Estados Unidos (1861–1865), mas no livro e no filme ele é, secretamente, um caçador de vampiros. As filmagens começaram em março de 2011 no estado americano da Luisiana e foi lançado, no formato 3D, em 20 de junho de 2012 no Reino Unido e em 22 de junho nos Estados Unidos.

## Elenco
- Benjamin Walker como o presidente Abraham Lincoln[5]
- Dominic Cooper como Henry Sturgess
- Mary Elizabeth Winstead como Mary Todd Lincoln[6]
- Anthony Mackie como William Johnson.[7]
- Jimmi Simpson como Joshua Speed[8]
- Rufus Sewell como Adam[9]
- Marton Csokas como Jack Barts
- Joseph Mawle como Thomas Lincoln
- Robin McLeavy como Nancy Lincoln[10]
- Erin Wasson como Vadoma
- John Rothman como Jefferson Davis
- Cameron M. Brown como William Wallace Lincoln
- Frank Brennan como senador Jeb Nolan
- Jaqueline Fleming como Harriet Tubman
- Alan Tudyk como Stephen A. Douglas[10]